# Pendulum Øer
Die Pendulum Øer sind eine grönländische Inselgruppe im Nordost-Grönland-Nationalpark.

## Geografie
Die Inselgruppe aus Sabine Ø (Sabine-Insel), Lille Pendulum (Kleine Pendulum-Insel), Bass Rock und Hvalrosø (Walross-Insel) liegt in der Grönlandsee. Sie ist der Halbinsel Wollaston Forland nordöstlich vorgelagert und bildet die südliche Begrenzung der Hochstetterbugten. Vom Festland ist sie durch die Claveringstrædet getrennt. Zwischen den beiden Hauptinseln, Sabine Ø und Lille Pendulum, verläuft die Pendulumstrædet, in der sich weitere kleine Felseilande befinden. Die Inseln haben eine Gesamtfläche von etwa 210,5 km².
Die Oberfläche der Inseln besteht aus Sedimentgesteinen der Kreidezeit und großen Mengen basaltischer Gesteine. Die Pflanzendecke ist spärlich und größere Landsäugetiere wie Moschusochsen selten. Meeressäuger und Seevögel profitieren dagegen von der Sirius-Water-Polynja, die gewöhnlich von der 30 km nördlich gelegenen Insel Shannon bis Hvalrosø reicht. Besonders auf Hvalrosø gibt es große Vogelkolonien.

## Geschichte
Die Pendulum Øer waren seit mehreren Tausend Jahren zunächst von der Independence I- und später von der Dorset- und der Thule-Kultur besiedelt. Wohnstätten, die der Thule-Kultur zuzurechnen sind, wurden auf den beiden Hauptinseln und auf Hvalrosø gefunden. Als die ersten Europäer die Inseln betraten, waren diese aber schon verlassen.
Die Entdeckung und Namensgebung der Inselgruppe durch Europäer datiert auf den August 1823. Edward Sabine führte auf der Sternwartenhalbinsel (Observatoriehalvø) im Südosten der Sabine-Insel Schwerefeldmessungen mit dem Sekundenpendel durch, während Kapitän Douglas Clavering auf der HMS Griper die Inseln kartierte.
1869–1870 überwinterte die von Carl Koldewey geleitete Zweite Deutsche Nordpolar-Expedition mit dem Schraubendampfer Germania in Germaniahavn von Sabine Ø. Von hier aus unternahmen die Expeditionsteilnehmer, allen voran Julius Payer, ausgedehnte Bootsfahrten und Hundeschlittenreisen zur Erforschung und Kartierung der angrenzenden Küsten.
1899 sandte die schwedische Regierung auf Anregung Fridtjof Nansens das Expeditionsschiff Antarctic nach Ostgrönland. Ziel der unter Leitung von Alfred Gabriel Nathorst stehenden Expedition war die Suche nach Salomon August Andrée, der 1897 mit zwei Begleitern versucht hatte, den Nordpol mit einem Wasserstoffballon zu erreichen, und seitdem verschollen war. Am 6. Juli ging die Antarctic vor Lille Pendulum vor Anker, fand auf der Insel aber keine Anzeichen dafür, dass Andrée hier gewesen wäre. Als Nächstes wurde Hvalrosø angelaufen und ein großes Depot für Otto Sverdrups zweite Fram-Expedition angelegt, die 1898 mit einer Umrundung Grönlands begonnen hatte. Anschließend wurde auch die Sabine Ø besucht.
1901 wurde auf Bass Rock eine Depothütte für die Baldwin-Ziegler-Nordpol-Expedition angelegt. Nach dem Scheitern der Expedition wurde das Depot 1905 noch einmal aufgefrischt, um nunmehr der Fiala-Ziegler-Expedition zur Verfügung zu stehen, die den Ort aber auch nicht erreichte. Die auf Bass Rock hinterlegten Lebensmittel und Kohlevorräte sicherten schließlich das Überleben von Ejnar Mikkelsen und Iver Iversen (1884–1968), die auf der Suche nach dem verschollenen Leiter der Danmark-Expedition, Ludvig Mylius-Erichsen, 1910/11 auf Shannon und 1911/12 auf Bass Rock überwinterten.
1926 besuchte die Cambridge-Ostgrönland-Expedition unter Leitung von James Wordie Sabine Ø und wiederholte die Pendelexperimente Sabines von 1823.
1942 landete im Rahmen des „Unternehmens Holzauge“ eine deutsche Wehrmachtseinheit in der Hansa Bugt an der Ostküste von Sabine Ø. Hier betrieb sie eine Wetterstation, wurde jedoch am 11. März 1943 von einer dänischen Schlittenpatrouille entdeckt und in ein Gefecht verwickelt. US-amerikanische B-24-Bomber zerstörten die Station am 25. Mai 1943.
Im Rahmen des GeoArk-Projekts, eines interdisziplinären Forschungsprojekts des Dänischen Nationalmuseums und des Instituts für Geographie und Geologie der Universität Kopenhagen, wurde unter Leitung von Bjarne Grønnow zwischen 2003 und 2009 mehrmals archäologische Feldforschung in Germaniahavn und auf Hvalrosø betrieben. Der Schwerpunkt lag auf der Ausgrabung und Erforschung von Fundstätten der Thule-Kultur.